# Teenage Mutant Ninja Turtles III: The Manhattan Project
Teenage Mutant Ninja Turtles III: The Manhattan Project es la tercera iteración en videojuego de la franquicia de Teenage Mutant Ninja Turtles para la Nintendo Entertainment System. Fue lanzado en Japón el 13 de diciembre de 1991, y en América del Norte en febrero de 1992. Como los juegos anteriores, fue producido por Konami. El juego fue lanzado en Japón como Teenage Mutant Ninja Turtles 2: The Manhattan Project (ティーンエージ・ミュータント・ニンジャ・タートルズ2 ザ・マンハッタンプロジェクト?) desde el primer juego de NES se dio un cambio de nombre en Japón, causando que las versiones japonesas de las secuelas tengan un número inferior.

## Argumento
Mientras disfrutan de sus vacaciones en la playa en Key West, Florida, las tortugas ven el reporte de las últimas noticias de April sobre las estadísticas de la escala de la delincuencia. La señal de la red se apaga durante la emisión, y Shredder aparece en la pantalla con un mensaje dirigido a las tortugas. Alza toda la isla de Manhattan hacia el cielo por encima de la Ciudad de Nueva York y toma como a rehén a April. Viendo esto, las tortugas regresan a Manhattan para rescatar a April y derrotar a Shredder.

## Juego
A raíz de sus predecesores, el juego es un beat 'em up de estilo arcade. Uno o dos jugadores pueden elegir entre las cuatro tortugas, y dos modos de juego diferentes que permiten a los jugadores atacar en uno y luchar juntos en otro. Los jugadores avanzan a través de los distintos niveles, luchando contra esbirros de Shredder. Cuando el jugador pierde una vida, puede cambiar el personaje y luego continuar. Si un jugador ha perdido todas sus vidas, puede regresar al juego robando una de las vidas del otro jugador. Cada tortuga tiene un ataque especial único que cuesta un punto de salud para usarlo. Los jefes que se incluyen en esta entrega (en orden de aparición) son: Rocksteady, Groundchuck, Slash, Bebop, Dirtbag, Leatherhead, Rahzar, Shredder, Tokka, y Krang. El jefe final, Super Shredder, es una versión transformada de Shredder que apareció en la segunda película, Teenage Mutant Ninja Turtles 2: The Secret of the Ooze.

## Recepción
Nintendo Power señaló que el único aspecto positivo para el juego fue que "las tortugas luchan en nuevos sitios...", entonces añade "...como Florida, que es donde Shredder debería colgar su guante y tomarse unas vacaciones."
Teenage Mutant Ninja Turtles III: The Manhattan Project fue premiado Mejor juego de NES de 1992 por Electronic Gaming Monthly.